# Incidente dell'A109 della Guardia di Finanza del 1994
L'incidente dell'A109 della Guardia di Finanza del 1994 è stato un sinistro aviatorio avvenuto il 2 marzo sopra il mar Tirreno che si affaccia sul Sarrabus al largo di Muravera, a sud-est della Sardegna.
L'elicottero delle Fiamme Gialle perse i contatti con il controllo del traffico aereo a causa di una deflagrazione in volo. L'aeromobile (eccezion fatta per alcuni frammenti) e i corpi dei due membri dell'equipaggio non sono mai stati ritrovati.
Le cause e le dinamiche stesse non sono state chiarite, nel corso degli anni l'incidente ha per questo assunto la nomea di "Ustica sarda".

## Storia

### La missione

Il brigadiere Sedda

Alle 14:00 il comando della sezione aerea di Elmas della Guardia di Finanza programma una "missione di ricognizione costiera notturna per la repressione di traffici illeciti". L'operazione andrà effettuata lungo il golfo degli Angeli: partendo dal Poetto, orientato a sud-est, l'elicottero dovrà dirigersi fino a Capo Carbonara dove poi invertirà la rotta verso sud-ovest, raggiungendo Capo Spartivento.
All'elicottero viene affiancato un guardacoste, il G63 Colombina classe Meattini, partito alle 18:00 dal porto di Cagliari e diretto a est oltre Capo Carbonara. L'incarico viene affidato al brigadiere Fabrizio Sedda (Ottana, 19 giugno 1965) e al maresciallo Gianfranco Deriu (Terralba, 2 aprile 1952).

### Il volo
L'equipaggio si imbarca sull'Agusta A-109A Mk.II Hirundo Volpe 132, Sedda assume il ruolo di aviatore mentre Deriu si tiene in contatto con il controllo del traffico aereo di Cagliari Avvicinamento (sulla frequenza 118,75 MHz). I due decollano alle 18:44 dall'aeroporto militare A.M. di Cagliari-Elmas “Mario Mameli”.
16:46:05Z
- Volpe 132: «Cagliari Avvicinamento buon pomeriggio. È la Volpe 132.»
- Cagliari Avvicinamento: «Buon pomeriggio Volpe 132 da Cagliari Avvicinamento. Avanti!»
- Volpe 132: «Un Alfa 109 della Finanza. Un volo fino a Carbonara, dopodiché effettueremo una piccola ricerca verso sud. Attualmente mi assesto sui 500 piedi.»
- Cagliari Avvicinamento: «Ricevuto Volpe 132. Squawk Alfa 7000, ci richiamate su Carbonara.»
- Volpe 132: «In arrivo richiamerà su Carbonara la Volpe.»

16:58:20Z
- Volpe 132: «Stiamo lasciando la zona in questo momento e ci portiamo verso Capo Carbonara. La quota è di 1 000 piedi.»
- Cagliari Avvicinamento: «Copiato Volpe 132, allora ci richiamate su Capo Carbonara.»
- Volpe 132: «Ricevuto, farà la 132.»

L'elicottero è in contatto radio anche con il 2º nucleo operativo della Guardia di Finanza di Cagliari, alla quale comunica alle 19:07 di trovarsi a Capo Carbonara diretto a sud verso dei "bersagli segnalati dai radar".
Alle 19:15 sorvola la motovedetta mettendosi in comunicazione con la stessa, chiedendo di tenersi aggiornati ogni 5 miglia. Tre minuti più tardi, alle 19:18, l'aeroporto di Elmas registra una virata dell'aeromobile: inverte la rotta dirigendosi a nord-ovest, in direzione del massiccio dei Sette Fratelli. Immediatamente dopo se ne perdono le tracce, i radar di sorveglianza non registrano più la sua posizione e i nastri del controllo del traffico aereo non contengono altre comunicazioni da parte dei militari a bordo.

### Le ricerche
A distanza di oltre mezz'ora, alle 19:52, iniziano le chiamate all'elicottero che però non ricevono risposta, diffuse anche da aerei e imbarcazioni (tra le quali una della classe Mistral). Il traghetto Torres della Tirrenia di Navigazione (già sorvolato dall'elicottero alle 18:58) intercetta le comunicazioni: alle 21:10 invita la Colombina (fino a quel momento in silenzio radio) a dirigersi a sud per mettersi alla ricerca di Volpe 132, essendo Capo Carbonara l'ultima posizione nota dell'elicottero. La motovedetta naviga, per altro, verso nord e non a sud-est come programmato.
La sera dell'incidente, quando il volo non era ancora dichiarato disperso, gli armadietti di Deriu e Sedda situati nella caserma di Elmas vennero forzati. I militari giustificarono l'effrazione dichiarando di essere alla ricerca delle pistole di servizio dell'equipaggio.
Dal 3 al 6 marzo vengono raccolti alcuni frammenti che si riveleranno poi appartenere a Volpe 132. Essi (una parte di fusoliera e un pezzo di elica, due portelloni e l'elmetto di Sedda) vennero però rinvenuti a 40 km dal luogo in cui l'elicottero ha mostrato la sua posizione sui radar e nel quale si erano concentrate le ricerche, nonché dalla parte opposta (a nord) rispetto a dove l'equipaggio aveva comunicato via radio di essere diretto: non a Capo Carbonara ma nel mare davanti allo stagno di Feraxi, in un'area interdetta alla navigazione.

## Indagini

### Le investigazioni militari e la prima inchiesta
Il 26 marzo 1994 un altro Agusta A109, gemello del Volpe 132, fu sottratto dal deposito della Guardia di Finanza all'aeroporto di Oristano-Fenosu e, in seguito ad una telefonata anonima, fu ritrovato smontato e privato dell'avionica presso un immobile del patrimonio dello Stato, adibito ad uso governativo, sito a Quartu Sant'Elena: il sospetto è che si volesse orchestrare con i pezzi dell'aeromobile un ritrovamento fasullo del Volpe 132, asseritamente abbattuto. Dalla documentazione disponibile presso l'Agenzia del demanio è poi emerso che l'immobile predetto era la sede legale di una società a responsabilità limitata in realtà priva di ragione sociale, mentre il rappresentante legale della medesima società è risultato avere tre diversi dati anagrafici e innumerevoli residenze, tutte inesistenti; successivamente, anche la sede della società fu trasferita da Oristano a Nuoro presso un indirizzo inesistente.
Il 16 maggio 1994 l'Aeronautica Militare redasse la sua relazione tecnico-formale d'inchiesta sull'accaduto, coordinata dal tenente colonnello Enrico Moraccini del comando della 2ª regione aerea. Il 9 giugno la procura della Repubblica di Cagliari ne chiese una copia, ma ricevette risposta negativa da parte dell'Ufficio centrale per la sicurezza della Presidenza del Consiglio dei ministri poiché secretata. Appellandosi però alla legge 24 ottobre 1977, n. 801 (che aveva abrogato il segreto militare al quale era sottoposto, in favore del segreto di Stato) effettuò ricorso riuscendo ad acquisire il documento: lo stesso, in considerazione del mancato ritrovamento del mezzo, si limitava in realtà ad archiviare l'episodio come un possibile errore del pilota. I tracciati radar del poligono sperimentale e di addestramento interforze di Salto di Quirra inoltre non si rivelarono utili, la registrazione del 2 marzo si interruppe infatti alle 19:14 (un minuto prima dell'ultima comunicazione radio dell'equipaggio dell'elicottero) poiché l'apparecchio venne spento.

### Le testimonianze e la seconda inchiesta
Alcuni testimoni (che avevano già deposto alla giustizia militare, ma non furono citati nella relazione) il 7 luglio 1994 riconobbero nella Lucina (coinvolta nella strage di Djen-Djen verificasi la sera prima) la stessa nave da carico avvistata di anno in anno, nello stesso periodo, a Capo Ferrato. Le testimonianze riferiscono che l'imbarcazione fosse presente anche la sera del 2 marzo e nei due giorni antecedenti, e dopo il fatto si allontanò a est con le luci spente. Questa aveva però anche una nave gemella, la Britannia, di proprietà della medesima società di Monte di Procida che concedeva alla SEM Molini Sardi di Massimo Cellino (allora presidente del Cagliari) di sfruttare la Lucina per traghettare frumento verso l'Algeria.
Nel marzo 1997 arriva a La Nuova Sardegna la dichiarazione di un collaboratore di giustizia che comunica di aver assistito, una ventina di anni prima, all'abbattimento del Volpe 132 a Villasimius (SU) a opera della criminalità organizzata transnazionale coinvolta nel traffico di armi con la Corsica mediante un missile. Nello stesso periodo si mise in contatto con la redazione del quotidiano sassarese anche un ex agente del SISMI e del SISDE riferendo del coinvolgimento di un'ecomafia sotto la gestione di alcune logge massoniche.
Il 10 aprile 1997 vengono raccolte quattro dichiarazioni di altrettanti testimoni oculari che riferiscono di un boato successivo al passaggio dell'elicottero, arrivato a Capo Ferrato tra le 19:30 e le 19:45 con i fari accesi.
Nel 2000 tre deputati sardi avanzarono un'interrogazione parlamentare al ministro della giustizia Oliviero Diliberto in merito alla vicenda, Angelo Altea e Salvatore Cherchi dei Democratici di Sinistra e Piergiorgio Massidda di Forza Italia. Nell'appartamento di quest'ultimo vennero successivamente ritrovate due microspie, una di queste all'interno di una bibbia.
In proposito, è stata paventata l'ipotesi secondo cui l'elicottero sarebbe stato abbattuto in volo per ragioni afferenti al traffico internazionale di armi e di rifiuti tossici. La vicenda si verificò circa tre settimane prima dell'omicidio di Ilaria Alpi e del suo operatore Miran Hrovatin avvenuto a Mogadiscio il 20 marzo 1994, la stessa commissione parlamentare chiese infatti l'accesso agli atti relativi all'incidente dell'elicottero.

### La terza inchiesta
Il 29 marzo 2011 il sostituto procuratore rivolse una terza richiesta di archiviazione al giudice per le indagini preliminari. Nel maggio dello stesso anno Peppino Sedda, fratello del maresciallo Fabrizio, rivolse un appello al Presidente della Repubblica Giorgio Napolitano: in qualità di vertice del Consiglio superiore della magistratura gli chiede venga fatto il possibile affinché venga fatta chiarezza sull'accaduto, come già fatto anni prima con Oscar Luigi Scalfaro, ma senza ricevere raffronto.

### La quarta inchiesta
Il 25 ottobre 2011 arrivò una perizia del RIS svolta in collaborazione con il Politecnico di Torino (commissionata dallo stesso pubblico ministero sei anni prima, nel 2005) che certificò un'esplosione non imputabile a una bomba, ma comunque interna all'aeromobile. La procura della Repubblica di Cagliari abbandonò dunque il capo di accusa di disastro aviatorio in favore di quello di duplice omicidio doloso.
Il 13 ottobre 2016 viene pubblicata, in seguito all'arresto da parte della 2ª sezione dell'Arma dei Carabinieri di un'associazione per delinquere rivolta al traffico di droga avvenuto due giorni prima, un'intercettazione risalente al 18 ottobre 2011 in cui si fa riferimento a un elicottero della Guardia di Finanza colpito da un lanciarazzi.

### Inchieste
- 3 marzo 1994–febbraio 1996: 1ª Inchiesta coordinata dal sostituto procuratore di Cagliari Guido Pani;
- 3 marzo–febbraio 2002: Inchiesta della procura militare;
- 1996–giugno 2002: 2ª Inchiesta coordinata dal sostituto procuratore Pani;
- 2002–9 maggio 2011: 3ª Inchiesta coordinata dal sostituto procuratore Pani;
- 6 giugno 2004: Stralcio della Commissione parlamentare d'inchiesta sulla morte di Ilara Alpi e Miran Hrovatin presieduta da Carlo Taormina;
- 26 ottobre 2011: 4ª Inchiesta coordinata dal sostituto procuratore Pani.

### Interrogazioni parlamentari
- 20 gennaio 2004: Numero 4-08574, Giovanni Russo Spena (PRC);
- 17 maggio 2004: Numero 4-10046, Mauro Bulgarelli (Verdi);
- 8 settembre 2011: Numero 5-05297, Caterina Pes (PD);
- 6 novembre 2013: Numero 2-00290, Michele Piras (SEL).